# كلمن لتعليم اللغة العربية للناطقين بغيرها
كَلِمُن (بالإنجليزية: Kalemon) هي منصة تعليمية رقمية متكاملة لتعليم وتعَلّم اللغة العربية، تُقدِّم مناهج تفاعلية موجهة للناطقين بغيرها، سواء ضمن المدارس النظامية (K‑12) أو خارجها، وتستخدم تقنيات التعليم الذاتي والمدمج بناءً على مهارات وميول المتعلِّم.

## النشأة والأهداف
أُسست "كلمن" كأحد مبادرات "المجموعة المتحدة للتعليم"، بهدف تطوير قدرات المتعلمين غير الناطقين بالعربية في مهارات الاستماع، والقراءة، والمحادثة، والكتابة، مع التركيز على بناء المناهج وفقاً لاحتياجات الفئات المختلفة.

## البرامج والخدمات
تُقدِّم "كلمن" مجموعة واسعة من الحلول التعليمية، أبرزها:
- ''منهج موجه للمدارس (K‑12):'' يتماشى مع مراحل التعليم المختلفة ضمن مناهج تفاعلية.[3]
- تعليم العربية للناطقين بغيرها: من خلال محتوى رقمي يراعي التدرج في الصعوبة واختلاف الخلفيات الثقافية.[3]
- برامج تخصصية: مثل برامج تعليم العربية للدبلوماسيين والأطباء.[3]
- تعليم الخط العربي: كمكون إضافي لتعزيز مهارة الكتابة اليدوية.[3]
- أدوات تحليل الأداء: توفّر للمعلم تقارير دقيقة عن تقدم الطالب.[3]

## الاعتمادات والتكامل
تم تبنّي مناهج "كلمن" من قبل عدة مؤسسات تعليمية في العالم العربي، مثل:
- مدارس الحفاظ  ومدارس العُمري في الأردن، التي أنشأت مركزاً خاصاً لتعليم العربية اعتمادًا على مناهج كلمن.[5]
- أطلقت منصة هوّز مدرسة كلمن الرقمية الدولية، لتعليم اللغة العربية عبر الإنترنت للناطقين بغيرها.[6]

## الجائزة والتكريم
فازت "كلمن" بجائزة محمد بن راشد للغة العربية لعام 2023، في فئة "أفضل مبادرة لتعليم اللغة العربية للناطقين بغيرها"، وذلك عن جهودها في تطوير محتوى تعليمي رقمي مبتكر قائم على تقنيات الذكاء الاصطناعي وتحليل البيانات.

## الانتشار والتأثير
تستخدم المنصة اليوم من قِبل مؤسسات تعليمية في دول عربية وخليجية مثل سلطنة عُمان، حيث وقعت وزارة الثقافة العمانية اتفاقيات لطباعة وتكييف سلسلة "كلمن" التعليمية للناطقين بغير العربية. 
 